# Elaine Paige
Dame Elaine Paige, all'anagrafe Elaine Jill Bickerstaff (Barnet, 5 marzo 1948) è un'attrice e cantante britannica.
Nota per la sua voce piena e corposa da mezzosoprano e per le grandi doti interpretative, è considerata una tra le più grandi interpreti di musical del XX secolo. Ha inoltre inciso 20 album da solista, ottenendo otto dischi d'oro consecutivi e 4 dischi di platino. Tra i brani più celebri da lei portati al successo, Don't Cry for Me, Argentina, Memory e I Know Him So Well assieme a Barbara Dickson, a tutt'oggi il duetto femminile più venduto della storia.

## Biografia

### Infanzia e formazione
Elaine Paige è nata e cresciuta a Barnet, nell'Hertfordshire, figlia di un agente immobiliare e una cappellaia. Dopo aver ascoltato la colonna sonora di West Side Story cominciò a studiare canto durante l'adolescenza grazie all'insegnante Anna Hill, che la volle nel suo coro. Qui la giovane cantò il ruolo di Susanna ne Le nozze di Figaro e diversi assoli nel Messiah di Händel.
Il padre la incoraggiò a seguire le sue passioni e studiare in un'accademica di arte drammatica. Dopo aver ottenuto l'abilitazione all'insegnamento presso la Southaw Girls' School, Paige studiò recitazione all'Aida Foster Theatre School.

### Anni 60 e 70
Dopo aver lavorato come modella di abbigliamento per bambini, Elaine Paige fece il suo debutto sulle scene nel 1964 nella tournée del musical The Roar of the Greasepaint – The Smell of the Crowd di Leslie Bricusse e Anthony Newley. Nel 1968, all'età di vent'anni, fece il suo esordio sulle scene londinesi recitando nella prima britannica di Hair, in scena nel West End. Paige recitava nell'ensemble ed era la sostituta per il ruolo principale di Sheila; rimase nel cast per circa diciotto mesi, dal 27 settembre 1968 al marzo 1970. L'anno successivo recitò nel fallimentare musical sull'eiaculazione precoce Maybe That's Your Problem e fece il suo debutto cinematografico nel film premio Oscar Oliver!. Negli anni successivi continuò ad apparire in diversi musical del West End, tra cui Jesus Christ Superstar, Nuts e Grease, in cui interpretò la protagonista Sandy dal 1973 al 1974; dal 1974 al 1975 recitò invece nel ruolo di Rita nel musical Billy, mentre durante la stagione teatrale successiva fu Maisie in The Boy Friend.
Nel 1978 raggiunse il successo quando, dopo una lunga serie di audizioni, ottenne il ruolo principale di Eva Perón nella prima del musical Evita di Andrew Lloyd Webber e Tim Rice. Il musical ottenne un enorme successo e le valse non solo una delle sue canzoni più famose, "Don't Cry for Me, Argentina", ma anche il Laurence Olivier Award alla migliore attrice in un musical. Interpretò la protagonista di Evita per venti mesi, fino al 1980, e in questo periodo incise anche il suo primo album "Sitting Pretty" (1978). Prima del successo del musical, l'attrice aveva pensato di abbandonare lo show-business per studiare infermieristica, ma dopo averla sentita cantare Dustin Hoffman le aveva fatto promettere di perseguire nella carriera artistica.

### Anni 80
Il successo portatole da Evita fu riconfermato negli anni successivi, quando Elaine Paige si affermò come uno dei maggiori nomi del panorama del teatro musicale britannico, nonché tra le principali interpreti dell'opera di Andrew Lloyd Webber. Nel 1981 rimpiazzò all'ultimo momento Judi Dench nel ruolo di Grizabella in occasione della prima del musical Cats; il musical fu un enorme successo e rimase in scena per oltre vent'anni. Il ruolo di Grizabella, che interpretò dall'11 maggio 1981 al 13 febbraio 1982, la rese la prima interprete dalla canzone "Memory", che l'attrice incise per prima. Il brano fu un successo internazionale ed è stato inciso da oltre centosessanta artisti, mentre il singolo cantato da Paige raggiunse il quinto posto nelle classifiche britanniche. Nel 1998 Elaine Paige tornò ad interpretare Grizabella nella prima versione cinematografica del musical, una ripresa dello spettacolo in scena all'Adelphi Theatre di Londra; fu l'unico membro del cast originale di Londra a tornare a ricoprire il proprio ruolo, insieme a Susan Jane Tanner nella parte di Jellylorum.
Nel 1983 tornò a recitare sulle scene londinesi nel musical Abbacadabra, con le musiche dei due membri degli ABBA Björn Ulvaeus e Benny Andersson. Rimasti colpiti da Paige, Ulvaeus ed Andersson la vollero l'anno successivo nel concept album Chess, di cui composero le musiche e Tim Rice scrisse i testi. Insieme ai suoi due album Stages (1983) e Cinema (1984), anche Chess raggiunse i vertici delle classifiche britanniche, dandole così tre successi consecutivi. L'anno successivo Paige e Barbara Dickson incisero il duetto di una canzone dal musical, "I Know Him So Well", che rimase al primo posto nelle classifiche britanniche per quattro settimane, entrando nel Guinness dei primati come il duetto femminile di maggior successo nella storia, un record che ancora detiene. Quando il concept album di Chess fu riadattato nel musical teatrale omonimo nel 1986, Elaine Paige tornò a cantare il ruolo di Florence al Prince Edward Theatre del West End londinese, ottenendo una candidatura al Laurence Olivier Award alla migliore attrice in un musical per la sua interpretazione.
Nel 1988 cantò per il presidente Ronald Reagan alla Casa Bianca. Nel 1989 co-produsse e interpretò il musical Anything Goes al Prince Edward Theatre di Londra, recitando accanto ad Howard McGillin e poi John Barrowman; il ruolo fu un altro successo per Paige, che ottenne una terza candidatura al Laurence Olivier Award. Il ruolo principale di Reno Sweeney era stato interpretato a Broadway l'anno prima da Patti LuPone, la prima attrice a interpretare Evita a Broadway, e così Paige acquistò i diritti del musical per assicurarsi il ruolo da protagonista. Nel 1990 lasciò il cast del musical e fu sostituita da Louise Gold.

### Anni 90
Nel 1993 si assicurò i diritti dell'opera teatrale di Pam Gems Piaf e dal 13 dicembre dello stesso anno al 18 giugno 1994 recitò nel ruolo di Edith Piaf nella pièce. Diretta da Sir Peter Hall e messa in scena al Piccadilly Theatre del West End londinese, Piaf valse ad Elaine Paige vasti apprezzamenti e una quarta nomination al Laurence Olivier Award; nell'opera, Paige cantava quindici canzoni di Piaf, sia in inglese che in francese, e restava in scena per oltre due ore e quaranta minuti. L'anno successivo rimpiazzò temporaneamente Betty Buckley nel ruolo di Norma Desmond nel musical Sunset Boulevard, quando l'attrice americana dovette sottoporsi urgentemente a un'appendicectomia. Paige fu apprezzata nel ruolo da critica e pubblico e nel 1995 tornò a ricoprire il ruolo all'Adelphi Theatre di Londra, ottenendo una quinta candidatura al Laurence Olivier Award alla migliore attrice in un musical. Nello stesso anno la regina Elisabetta II la insignì del titolo di Ufficiale dell'Ordine dell'Impero Britannico per il suo contributo al teatro musicale britannico. Sempre nel 1995 le fu diagnosticato il tumore alla mammella e l'attrice guarì sottoponendosi alle terapie senza perdere neanche una rappresentazione di Sunset Boulevard.
Nel 1996 fece il suo debutto a Broadway, tornando ad interpretare Norma Desmond in Sunset Boulevard al Minskoff Theatre di New York. La performance dell'attrice fu accolta positivamente dal New York Times e quando entrò in scena per la prima volta a Broadway il pubblicò le dedicò una standing ovation. Continuò a recitare in Sunset Boulevard dal 12 settembre 1996 fino all'ultima rappresentazione del musical il 22 marzo 1997. Dopo il termine delle repliche a Broadway, rimase negli Stati Uniti per una serie di concerti, mentre nel 1998 cantò "Don't Cry for Me, Argentina" e "Memory" alla Royal Albert Hall, in uno speciale concerto per il cinquantesimo anniversario di Andrew Lloyd Webber in cui si esibì accanto ad Antonio Banderas, Glenn Close, Sarah Brightman e Michael Ball. Sempre nel 1998 fece una rara apparizione nel mondo del teatro di prosa quando Peter Hall la diresse nella commedia di Molière Il misantropo, in cui interpretò il ruolo di Célimène.

### Anni 2000
Nel 2000 tornò a recitare nel West End londinese nel musical di Rodgers e Hammerstein The King and I in scena al London Palladium. Il musical fu un successo senza precedenti al Palladium e vendette oltre sette milioni di sterline in biglietti, anche se le recensioni furono contrastanti: per The Independent Elaine Paige non era abbastanza raffinata per il ruolo di Anna Leonowens, mentre decisamente più positivo fu The Spectator, secondo cui l'interpretazione di Paige confermava il suo titolo di "First Lady" del teatro musicale britannico. Nel 2002 cantò in occasione della cerimonia d'apertura dei XIX Giochi olimpici invernali a Salt Lake City, mentre nel 2004 tornò a New York per interpretare Mrs Lovett nel musical di Stephen Sondheim Sweeney Todd: The Demon Barber of Fleet Street in scena alla New York City Opera; per la sua interpretazione in Sweeney Todd ottenne una candidatura al Drama Desk Award alla migliore attrice in un musical. Nel settembre dello stesso anno inaugurò il programma di intrattenimento della BBC Radio 2 "Elaine Paige on Sunday", tuttora in onda; nonostante le recensioni poco favorevoli, il programma viene ascoltato da circa tre milioni di spettatori ogni domenica. Nel 2005 fece due apparizioni televisive, recitando in un episodio di Miss Marple e uno di Where the Heart Is.
Nel 2006 incise "Essential Musicals", il suo primo album in dodici anni; l'album è stato il ventesimo rilasciato dal 1978, otto dei quali sono stati dischi d'oro e quattro di platino. Nello stesso anno intraprese una serie di concerti in Scandinavia, Hong Kong, Medio Oriento, Nuova Zelanda, Australia, Cina e Singapore. Nel 2007 tornò a recitare nel West End per la prima volta in sei anni nel musical The Drowsy Chaperone, in cartellone al Novello Theatre. Lo spettacolo fu accolto tiepidamente da critico e pubblico, rimanendo in scena per novantasei rappresentazioni. Sempre nel 2007 ha collaborato con i Secret Garden, con cui ha inciso il singolo "The Things You Are to Me" per il loro album Inside I'm Singing. Nel marzo 2008 apparve come guest star in un episodio di Strictly Come Dancing e nello stesso anno pubblicò un'autobiografia illustrata intitolata Memories.

### Anni 2010 e 2020
Nel 2010 incise l'album Elaine Paige and Friends, in cui cantò diversi duetti con artisti come Johnny Mathis, Barry Manilow, Olivia Newton-John e Sinéad O'Connor; l'album arrivò al ventesimo posto nelle classifiche e divenne un album d'oro. Nel 2011, quattro anni dopo la sua ultima apparizione teatrale, tornò a recitare negli Stati Uniti nel musical Follies in scena al Kennedy Center di Washington. Il revival, in cui Paige recitava in un cast di alto profilo che annoverava anche Bernadette Peters, Jan Maxwell, Rosalind Elias, Danny Burstein, Ron Raines e Linda Lavin, ottenne buone recensioni e l'allestimento fu trasferito prima al Marquis Theatre di Broadway e poi a Los Angeles nel 2012. Il suo ruolo di Carlotta Campion le diede la possibilità di cantare la celebre I'm Still Here e le valse recensioni positive e una candidatura al Drama Desk Award alla migliore attrice non protagonista in un musical e al Grammy Award al miglior album di un musical teatrale.
Nel 2014 attraversò la Gran Bretagna nel tour "Page by Page by Paige" per festeggiare il cinquantesimo anniversario dal suo debutto sulle scene nel 1964; la tournée toccò Cardiff, Bristol, Manchester, Newcastle, Glasgow, Birmingham, Bournemouth, Dublino, Limerick, Cork e si concluse alla Royal Albert Hall. Sempre nel 2014 presentò su Sky Arts il suo show in sei episodi The Elaine Paige Show e a maggio pubblicò l'album "The Ultimate Collection", con canzoni incise nel corso della sua carriera. Dall'ottobre al dicembre 2016 attraversò nuovamente la Gran Bretagna con la tournée "Stripped Back". Nel 2017 tornò a calcare le scene del West End per la prima volta in dieci anni nella pantomima natalizia Dick Whittington in scena al London Palladium con Charlie Stemp ed Emma Williams. Tre anni più tardi, nel 2020, Elaine Paige avrebbe dovuto recitare nuovamente nella pantomima di Natale del London Palladium, ma la messa in scena è stata annullata a causa della pandemia di COVID-19. Nel 2025 ha celebrato sessant'anni di carriera con un concerto al London Palladium trasmesso sulla BBC ed è stata insignita da Carlo III del Regno Unito del titolo di Dama dell'Ordine dell'Impero Britannico per i servigi alla musica e alla beneficenza.

## Vita privata
Negli anni ottanta, Elaine Paige ha avuto una relazione di undici anni con il paroliere Tim Rice, all'epoca sposato con Jane Artereta. Dal 2010 al 2018 è stata impegnata in una relazione con il pubblicista Justin Mallinson, di ventitré anni più giovane di lei.

## Teatro (parziale)
- The Roar of the Greasepaint - The Smell of the Crowd, libretto e colonna sonora di Leslie Bricusse e Anthony Newley, regia di Anhtony Newley. Tourn britannico (1964)
- Hair, libretto di Gerome Ragni e James Rado, colonna sonora di Galt MacDermot, regia di Tom O'Horgan. Shaftesbury Theatre di Londra (1968)
- Maybe That's Your Problem, libretto di Lionel Chetwynd, colonna sonora di Walter Scharf, testi di Don Black, regia di Charles Dennis. The Round House di Londra (1971)
- Grease, libretto e colonna sonora di Jim Jacobs e Warren Casey, regia di Tom Moore. Gillian Lynne Theatre di Londra (1973)
- Billy, libretto di Dick Clement e Ian La Frenais, testi di Don Black, colonna sonora di John Barry, regia di Patrick Garland. Theatre Royal Drury Lane di Londra (1974)
- The Boy Friend, colonna sonora e libretto di Sandy Wilson. Haymarket Theatre di Leicester (1975)
- Evita, libretto di Tim Rice, colonna sonora di Andrew Lloyd Webber, regia di Harold Prince. Prince Edward Theatre di Londra (1978)
- Cats, libretto di T. S. Eliot, colonna sonora di Andrew Lloyd Webber, regia di Trevor Nunn. Gillian Lynne Theatre di Londra (1981)
- Abbacadabra, libretto di David Wood, testi di Don Black, colonna sonora di Björn Ulvaeus e Benny Andersson, regia di Peter James (1983)
- Chess, libretto di Tim Rice, colonna sonora di Björn Ulvaeus e Benny Andersson, regia di Trevor Nunn. Prince Edward Theatre di Londra (1986)
- Anything Goes, libretto di Guy Bolton, P.G. Wodehouse, Russell Rouse e Howard Lindsay, colonna sonora di Cole Porter, regia di Jerry Zaks. Prince Edward Theatre di Londra (1989)
- Piaf di Pam Gems, regia di Peter Hall. Piccadilly Theatre di Londra (1993)
- Sunset Boulevard, libretto di Christopher Hampton, testi di Don Black, colonna sonora di Andrew Lloyd Webber, regia di Trevor Nunn. Teatro Adelphi di Londra (1994-1995), Marquis Theatre di Broadway (1996)
- Il misantropo di Molière, regia di Peter Hall. Piccadilly Theatre di Londra (1998)
- The King and I, libretto di Oscar Hammerstein II, colonna sonora di Richard Rodgers, regia di Christopher Renshaw. London Palladium di Londra (2000)
- Il sistema Ribadier, di Georges Feydeau e Maurice Hennequin, regia di Peter Hall. Theatre Royal di Bath, Yvonne Arnaud Theatre di Guilford (2003)
- Sweeney Todd: The Demon Barber of Fleet Street, libretto di Hugh Wheeler, colonna sonora di Stephen Sondheim, regia di Harold Prince. New York City Opera di New York (2004)
- The Drowsy Chaperone, libretto di Bob Martin e Don McKellar, colonna sonora di Lisa Lambert e Greg Morrison, regia di Casey Nicholaw. Novello Theatre di Londra (2007)
- Follies, libretto di James Goldstone, colonna sonora di Stephen Sondheim, regia di Eric Schaeffer. Kennedy Center di Washington, Marquis Theatre di Broadway (2011), Ahmanson Theatre di Los Angeles (2012)
- Dick Whittington di Alan McHugh, regia di Michael Harrison. London Palladium di Londra (2017)

## Discografia

### Singoli (parziali)
- 1985: "I Know Him So Well" con Barbara Dickson

### Album
- 1978: Sitting Pretty
- 1981: Elaine Paige
- 1983: Stages
- 1984: Cinema
- 1985: Love Hurts
- 1986: Christmas
- 1987: Memories: The Best Of Elaine Paige
- 1988: The Queen Album
- 1990: The Collection
- 1991: Love Can Do That
- 1991: An Evening With Elaine Paige
- 1993: Romance & the Stage
- 1994: Piaf
- 1995: Encore
- 1996: In Performance (live album del suo in UK nel 1991)
- 1997: From A Distance
- 1998: On Reflection: The Very Best Of Elaine Paige
- 2004: Centre Stage: The Very Best Of Elaine Paige
- 2006: Essential Musicals
- 2007: Songbook
- 2009: Elaine Paige Live
- 2010: Elaine Paige and Friends
- 2014: The Ultimate Collection

### Cast recording
- 1970: Fresh Hair
- 1974: Billy: Original Cast Recording
- 1978: The Barrier: A Love Story
- 1978: Evita: Original London Cast Recording
- 1981: Cats: Original Cast Recording
- 1984: Chess
- 1989: Anything Goes: 1989 London Cast Recording
- 1992: Nine
- 2000: The King and I: 2000 London Cast Recording
- 2011: Follies: New Broadway Cast Recording

## Filmografia parziale

### Cinema
- Oliver!, regia di Carol Reed (1968)
- Adventures of a Plumber's Mate, regia di Stanley Long (1978)
- Cats, regia di David Mallet (1998)
- A Closed Book, regia di Raoul Ruiz (2009)
- Speed Love, regia di Kevin Short (2016)

### Televisione
- King of the River - serie TV, 1 episodio (1966)
- Aladdin - film TV (1971)
- Love Story - serie TV, 1 episodio (1973)
- Crossroads - soap opera, 1 puntata (1978)
- The One and Only Phyllis Dixon - film TV (1978)
- Lady Killers - serie TV, 1 episodio (1980)
- Il brivido dell'imprevisto (Tales of the Unexpected) - serie TV, 1 episodio (1981)
- A Night on the Town - film TV (1983)
- The Play on One - serie TV, 2 episodi (1989)
- Miss Marple (Agatha Christie's Marple) – serie TV, episodio 1x04  (2005)
- Where the Heart Is - serie TV, 1 episodio (2005)
- A Midsummer Night's Dream - film TV (2016)
- L'ispettore Barnaby (Midsomer Murders) - serie TV, episodio 20x01 (2018)
- Home from Home - serie TV, 3 episodi (2018)
- Life - serie TV, 3 episodi (2020)
- Padre Brown (Father Brown) - serie TV, episodio 10x03 (2023)

## Riconoscimenti
- Drama Desk Award
  - 2004 – Candidatura alla migliore attrice in un musical per Sweeney Todd
  - 2012 – Candidatura alla migliore attrice non protagonista in un musical per Follies
- Grammy Award
  - 2012 – Candidatura al miglior album di un musical teatrale per Follies
- Premio Laurence Olivier
  - 1978 – Miglior performance in un musical per Evita
  - 1986 – Candidatura alla migliore attrice in un musical per Chess
  - 1990 – Candidatura alla migliore attrice in un musical per Anything Goes
  - 1994 – Candidatura alla migliore attrice in un musical per Piaf
  - 1996 – Candidatura alla migliore attrice in un musical per Sunset Boulevard

## Doppiatrici italiane
- Vittoria Febbi in Miss Marple